# Thomas Klepeisz
Thomas Klepeisz, né le 4 août 1991 à Güssing, est un joueur professionnel autrichien de basket-ball jouant au poste de meneur.

## Biographie

### En club

#### UBC magnofit Güssing Knights (2008-2016)
Thomas Klepeisz commence sa carrière professionnelle avec l'UBC magnofit Güssing Knights, le club de sa ville natale et formateur.
En 2014, il remporte son premier titre de champion d'Autriche avec Güssing. Comme lors de la saison 2012-2013, il est nommé meilleur joueur de la saison 2013-2014.
La saison suivante, il réalise le doublé en remportant une nouvelle fois le championnat autrichien et la Coupe d'Autriche de basket-ball, il est également nommé meilleur joueur de la Coupe d'Autriche.
A l'issue de la saison 2015-2016, le club de Güssing perd sa licence professionnelle et Thomas Klepeisz doit trouver un nouveau club.

#### Basketball Löwen Braunschweig (2016-2020)
En juillet 2016, il s'engage dans le championnat allemand avec le club de Basketball Löwen Braunschweig.
Lors de la saison 2018-2019, il est nommé capitaine de l'équipe.
En février 2019, il prolonge son contrat jusqu'en juin 2020.

#### Ratiopharm Ulm (depuis 2020)
Il rejoint le Ratiopharm Ulm durant l'été 2020. A l'issue de la saison 2020-2021, il prolonge son contrat pour trois saisons supplémentaires avec le club allemand.
Il remporte le titre de champion d'Allemagne en 2023 et il était le capitaine de l'équipe lors de la saison 2022-2023.
Lors de la saison 2024-2025, il ne dispute que 10 matchs de championnat et 7 matchs d'EuroLigue car il se blesse gravement au pied le 7 janvier 2025 face au CB Gran Canaria en coupe d'Europe et voit sa saison terminée.

### En équipe nationale
Thomas Klepeisz a disputé les compétitions européennes avec les équipes d'Autriche des moins de 16 ans, des moins de 18 ans et des moins de 20 ans.
En 2010, il remporte le Championnat d'Europe masculin des moins de 20 ans, Division B avec l'Autriche.
Il fête sa première sélection avec l'équipe d'Autriche le 15 août 2012 face à Chypre.

## Palmarès et Distinctions

### Palmarès

#### En club
- Vainqueur du Championnat d'Autriche (2014, 2015)
- Vainqueur de la Coupe d'Autriche (2015)
- Vainqueur du Championnat d'Allemagne (2023)

#### En équipe nationale
- Vainqueur du Championnat d'Europe masculin des moins de 20 ans, Division B (2010)

### Distinctions personnelles
- Meilleur joueur du Championnat d'Autriche (2013, 2014)
- Meilleur joueur de la Coupe d'Autriche (2015)